# Tempel (nabij Rodenrijs)
Tempel was een hoge heerlijkheid met halsrechtspraak en later enige jaren een zelfstandige gemeente in de Zuidpolder nabij Rodenrijs, in de Nederlandse provincie Zuid-Holland. 
Het gebiedje van 11 hectare was geheel omgeven door het gebied van Berkel en Rodenrijs. 
In 1715 kocht mr. Johan van der Hoeven het voor zesduizend gulden. Hij wist te bedingen dat de heerlijke rechten van de Tempel ook zouden gelden voor zijn aan de Delftse Schie gelegen goed Berkeloord. De naam hiervan werd na de aankoop gewijzigd in De Tempel.
In de Franse tijd werd de oorspronkelijke heerlijkheid in 1812 gevoegd bij de gemeente Pijnacker, waarvan het een exclave was. Toen in 1817 de oude heerlijkheden hersteld werden, werd het een zelfstandige gemeente, ofschoon het geen inwoners had. Deze eer mocht het delen met de eveneens inwonerloze gemeenten De Vennip en De Lek. De reden voor de ontvolking was dat het gebied intussen uitgeveend was. In 1855 werd de gemeente samengevoegd met Berkel en Rodenrijs.